# Пробкоголовый муравей
Пробкоголовый муравей (лат. Colobopsis truncata) — вид средних по размеру муравьёв-древоточцев рода Colobopsis Mayr, 1861 (ранее около ста лет был известен под именем Camponotus truncatus составе рода кампонотус) из подсемейства формицины (Formicinae).

## Распространение
Южная Европа, Кавказ, Крым, Копет-Даг, Ближний Восток, северо-западная Африка, (Radchenko, 1996). 
В Европе известен в следующих странах: Албания, Австрия, Болгария, Германия, Греция, Испания, Италия, Кипр, Македония, Мальта, Португалия, южная Россия, Румыния, Словакия, Словения, Турция, Украина, Франция, Чехия, Швейцария, Югославия.

## Описание
Передняя часть головы солдат как бы резко полувертикально обрублена, что позволяет этим муравьям затыкать ею словно пробкой вход в своё древесное гнездо. Длина рабочих особей 3—6 мм. Общая окраска красновато-коричневая; брюшко и верх головы — буровато-чёрные; на брюшке желтоватое кольцо на 2 тергите. Дендробионт, гнездится в древесине, колонии моногинные с одной маткой.

## Систематика
Вид был впервые описан в 1808 году в составе рода Formica по материалам из Италии итальянским энтомологом Максимилианом Спинолой. В 1861 году включен в состав Colobopsis (Mayr, 1861), а в 1893 году — в состав рода Camponotus (Colobopsis) (Forel, 1893).
В XX веке Colobopsis рассматривался в качестве подрода в составе рода Camponotus. По результатам молекулярно-генетических исследований (на основе работы Ward et al 2016) таксон Colobopsis был выделен в отдельный род и вид переименован в Colobopsis truncata.